# رابرت کرانجک
رابرت کرانجک (انگلیسی: Robert Kranjec؛ زادهٔ ۱۶ ژوئیهٔ ۱۹۸۱) اسکی‌باز پرش اهل اسلوونی است.